# Semiothisa inaequilinea
Semiothisa inaequilinea är en fjärilsart som beskrevs av W. Warren 1911. Semiothisa inaequilinea ingår i släktet Semiothisa och familjen mätare. Inga underarter finns listade i Catalogue of Life.